# Axel Ottesen Brahe
Axel Ottesen Brahe til Elvedgård (født 28. maj 1550 på Knudstrup i Skåne, død 14. august 1616) var en dansk rigsråd.
Han var søn af Otte Thygesen Brahe og Beate Clausdatter Bille samt bror til Tycho Brahe. 
Efter i sin ungdom at have gjort tjeneste i udlandet fik han betydelige forleninger og blev i 1596 rigsråd ved en stor udnævnelse af yngre rigsråder ved Christian 4.’s regerings-tiltrædelse. 
I 1597 sendtes han til Hveen som følge af bønders klager over Tycho Brahe. 
I 1602 ledsagede han Christian 4.s bror Hans på dennes bryllupsrejse til Rusland for at indgå ægteskab med Boris Godunovs datter Xenia. Rejsen tog et helt år, men Hans døde inden ægteskabet kom i stand.
Under Kalmarkrigen havde han en betydelig stilling som krigskommissær og deltog i fredsunderhandlinger i Knærød 1613. 